# Fondation Maison des Sciences de l’Homme
Die Fondation Maison des Sciences de l’Homme (FMSH; deutsch Stiftung Haus der Humanwissenschaften) ist eine französische Stiftung aus dem Jahr 1963 zur Förderung der Forschung und der Zusammenarbeit in den Geistes- und Sozialwissenschaften.

## Geschichte
Die Stiftung wurde 1963 von Gaston Berger auf Anregung von Fernand Braudel gegründet. Die Etablierung als staatlicher Versorgungsbetrieb dauerte drei Jahre, so dass das offizielle Gründungsdatum als Stiftung nach französischem Recht am 4. Januar 1963 verabschiedet wurde. Änderungen am Stiftungszweck wurden am 19. Juli 1966 und zuletzt am 23. Februar 1973 durchgeführt. Als Institution der Wissenschaftsförderung teilt die FMSH den Status als staatlicher Versorgungsbetrieb mit der Fondation nationale des sciences politiques (FNSP).
Das Ziel der Stiftung war es, die bislang über Frankreich verstreuten Forschungsorte so zusammenzufassen, dass eine wirkungsvollere Organisation der Forschung erreicht werden konnte. Gründungsmitglieder waren der Hispanist Marcel Bataillon, der Verwaltungsbeamte Julien Cain, der Politologe und Historiker Jacques Chapsal, der Jurist Gabriel Le Bras sowie die Historiker Fernand Braudel, André Aymard, Charles Morazé, Pierre Renouvin und Jean Sarrailh.

## Aktivitäten
Das FMSH unterstützt die wechselseitige Zusammenarbeit mit europäischen Ländern und wichtigen Schwellenländern durch die Unterstützung von Forschungsprojekten zu aktuellen Themen. Ein Beispiel für eine solche bilaterale Zusammenarbeit ist das mit der Fritz Thyssen Stiftung gemeinsam unterstützte „Clemens Heller-Programm“ zur Förderung von Forschungsaufenthalten jüngerer französischer Wissenschaftler in Deutschland. Im Rahmen dieses Programms verbringen herausragende Soziologen, Politikwissenschaftler, Anthropologen und Geschichtswissenschaftler mehrmonatige Forschungsaufenthalte an wissenschaftlichen Einrichtungen in Deutschland. Auch die EU beteiligt gemeinsam mit der FMSH sich an der Förderung solcher Forschungen. Umgekehrt werden auch deutsche Wissenschaftler mit Forschungsaufenthalten in Frankreich unterstützt.
Neben diesen Aktivitäten ist das FMSH aktiv an der Verteilung der Forschungsergebnisse beteiligt und publiziert ca. 40 wissenschaftliche Studien pro Jahr und ca. 20 Zeitschriften.

## Leiter der Stiftung
Der Leiter seit der Gründung war Fernand Braudel, der die Leitung bis zu seinem Tod 1985 beibehielt. Ihm folgte der österreichischstämmige US-Amerikaner und Gründer des Salzburg Seminars, Clemens Heller, der Braudel schon von Anfang an unterstützt hatte. Heller blieb bis 1992 und führte die Geschäfte im Sinne Braudels.
1992 bis 2005 übernahm Maurice Aymard die Leitung der Stiftung, ein ehemaliger Student Braudels und Direktor der École des Hautes Études en Sciences Sociales (EHESS). Aymard erweiterte die internationale Bedeutung des FMSH. 2005 übernahm Alain d'Iribarne das Amt und führte die Stiftung bis schließlich 2009 Michel Wieviorka der derzeitige Amtsinhaber die Führung übernahm.